# George I al Greciei
George I (greacă Γεώργιος A', Βασιλεύς των Ελλήνων, Geōrgios A', Vasileús tōn Ellēnōn; n. 24 decembrie 1845, Copenhaga, Danemarca – d. 18 martie 1913, Salonic, Grecia) a fost rege al Greciei din 1863 până în 1913. Născut prinț al Danemarcei, George avea numai 17 ani când a fost ales rege de Adunarea Națională a Greciei, care l-a detronat pe regele Otto. Numirea lui a fost sugerată și susținută de Marile Puteri (Marea Britanie, Franța și Rusia).
Ca primul monarh al noii Grecii, domnia lui de 50 de ani (cea mai lungă din istoria modernă a Greciei) a fost caracterizată de câștiguri teritoriale pentru Grecia în urma Primului Război Balcanic. Cu două săptămâni înainte de aniversarea a 50 de ani de domnie și în timpul primului război balcanic a fost asasinat. În contrast cu domnia lui, domniile următoare s-au dovedit scurte și nesigure.

## Familie și copilărie
George s-a născut la Copenhaga și a fost al doilea fiu al Prințului Christian de Schleswig-Holstein-Sonderburg-Glücksburg și a Louisei de Hesse-Kassel. Deși numele său complet era Prințul Christian Wilhelm Ferdinand Adolf Georg de Schleswig-Holstein-Sonderburg-Glücksburg (greacă: Χριστιανός Γουλιέλμος Φερδινάνδος Αδόλφος Γεώργιος), până la ascensiunea acestuia pe tronul Greciei era cunoscut drept Prințul Vilhelm (William), după bunicii săi atât cel patern cât și cel matern, Friedrich Wilhelm, Duce de Schleswig-Holstein-Sonderburg-Glücksburg și Prințul William de Hesse.
În 1852, tatăl lui George a fost desemnat moștenitor al regelui Danemarcei. Frații lui George erau: Frederick (care i-a succedat tatălui lor ca rege al Danemarcei), Alexandra (care s-a căsătorit cu Eduard al VII-lea al Regatului Unit), Dagmar (care s-a căsătorit cu Alexandru al III-lea al Rusiei), Thyra (care s-a căsătorit cu Prințul Ernest Augustus, al 3-lea Duce de Cumberland și Teviotdale) și Valdemar.
George și-a început cariera în marina regală daneză însă la numai 17 ani a fost ales rege al grecilor la 18 martie/30 martie (stil nou) 1863 după deposedarea regelui Otto al Greciei. El a devenit rege înaintea tatălui său, care a urcat pe tronul Danemarcei la 15 noiembrie în același an.
George n-a fost prima alegere a grecilor. După răsturnarea lui Otto grecii l-au respins pe Leopold, fratele lui Otto. Mulți greci care doreau apropierea de Marea Britanie s-au raliat în jurul Prințului Alfred, Duce de Edinburgh (tatăl reginei Maria a României), al doilea fiu al reginei Victoria. Regina Victoria a respins categoric ideea însă grecii au insistat și au organizat un plebiscit în urma căruia Prințul Alfred a obținut peste 95% din cele 240.000 de voturi exprimate. Au fost 93 de voturi pentru republică și 6 pentru un rege grec. Regele Otto a primit un vot.
În cele din urmă, grecii și-au anunțat alegerea pentru Prințul Wilhelm al Danemarcei. Au existat două diferențe semnificative între alegerea Prințul Wilhelm și Otto: Prințul a fost ales în unanimitate de Adunarea greacă în loc de a fi impus de puterile străine și a fost declarat "rege al grecilor" în loc de "rege al Greciei".

## Rege al grecilor

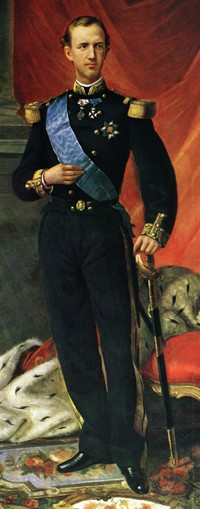
Regele George în 1864

Atunci când o delegație grecească condusă de amiralul și primul ministru Konstantinos Kanaris a ajuns la Copenhaga pentru a-l însoți pe rege, guvernul britanic a anunțat că cedează Insulele Ionice Greciei în onoarea noului monarh.

Noul rege în vârstă de 17 ani a ajuns la Atena la 30 octombrie (stil nou) 1863. N-a repetat greșeala predecesorului său și a învățat repede limba greacă.
Noul rege era observat în mod frecvent și în mod informal pe străzile din Atena, unde predecesorul său apărea în pompă. Regele George a descoperit palatul într-o stare de dezordine, după plecarea grăbită a regelui Otto și a luat măsuri pentru a restaura clădirea veche de 40 de ani.
Din punct de vedere politic, noul rege a luat măsuri pentru a încheia dezbaterile prelungite în privința constituției din Adunarea greacă. La 19 octombrie 1864, el a trimis o cerere Adunării contrasemnată de Constantin Kanaris, explicând că el a acceptat coroana considerând de la sine înțeles că o nouă constituție va fi finalizată. În curând Adunarea a ajuns la un acord.
În timpul unei călătorii în Rusia pentru a-și vizita sora Dagmar, o întâlnește pe Olga Constantinovna a Rusiei. Olga avea numai 16 ani când s-a căsătorit cu George la 27 octombrie 1867 (după calendarul gregorian) la Sankt Petersburg. Împreună au avut opt copii:
- Constantin I, Rege al Greciei (2 August 1868 – 11 Ianuarie 1923), Care s-a căsătorit cu Prințesa Sophia a Prusiei;
- Prințul George al Greciei și Danemarcii (24 Iunie 1869 – 25 Noiembrie 1957),care s-a căsătorit cu Prințesa Marie Bonaparte;
- Prințesa Alexandra a Greciei și Danermarcii, Mare Ducesă (30 August 1870 – 24 Septembrie 1891), care s-a căsătorit cu Marele Duce Paul Alexandrovici al Rusiei și a fost mama lui Dmitri Pavlovici Romanov, unul dintre asasinii lui Grigori Rasputin;
- Prințul Nicolae al Greciei și Danemarcii (22 Ianuarie1872 – 8 Februarie 1938), care s-a căsătorit cu Marea Ducesă Elena Vladimirovna a Rusiei și a fost tatăl Prințesei Marina, Ducesă de Kent;
- Prințesa Maria a Greciei și Danemarcii, Mare Ducesă (3 Martie 1876 – 11 Decembrie1940), care s-a căsătorit cu Marele Duce George Mihailovici al Rusiei și cu Amiralul Perikles Ioannidis;
- Prințesa Olga a Greciei și Danemarcii (1881), care a murit la vârsta de trei luni;
- Prințul Andrei al Greciei și Danemarciu (1882–1944), care s-a căsătorit cu Prințesa Alice de Battenberg și a fost tatăl Prințului Filip, Duce de Edinburgh;
- Prințul Christopher al Greciei și Danemarciu (1888–1940), care s-a căsătorit prima dată cu o văduvă americană iar a doua oară cu Prințesa Françoise de Orléans, mama Prințului Mihail al Greciei.

## Expansiunea teritorială (1871–1881)

Expansiunea Greciei din 1832 până în 1947.

În perioada 1864 - 1874, Grecia a avut 21 de guverne, dintre care cea mai lungă guvernare a durat un an și jumătate.
De-a lungul anilor 1870, Grecia a păstrat presiuni asupra Imperiului Otoman, care cauta expansiunea teritorială în Epir și Tesalia. La 24 aprilie 1877 Sankt Petersburg a declarat război Turciei pentru a veni în ajutorul Bulgariei și Serbiei. România și Muntenegru s-au alăturat de partea armatei condusă de Marele Duce Nicolai Nicolaevici al Rusiei. Sora lui George, Dagmar, nora Țarului Alexandru al II-lea al Rusiei, a încercat să alăture războiului și Grecia însă francezii și britanicii care susțineau Turcia s-au opus iar Grecia a rămas neutră sperând compensații teritoriale în schimbul neutralității sale.
La 3 martie 1878, Rusia și Imperiul Otoman au semnat Tratatul de la San Stefano, care a dat naștere unei mari Bulgarii autonome alcătuită din cea mai mare parte a Macedoniei și o mare parte din Tracia. România, Serbia și Muntenegru sunt extinse și și-au obținut independența totală, în timp ce guvernul din alte provincii creștine din Imperiul Otoman a fost reformat sub egida Rusiei. De fapt, numai o mică parte din Thessalia și din Epir ar trebui să fie acordate Greciei care își pierde influența în Balcani.
În timp ce războiul părea pe cale de a reporni și Imperiul Otoman continuă să fie zdruncinat de revolte, la Berlin are loc o conferință internațională a Marilor Puteri în luna iunie 1878. Sub conducerea cancelarului Otto von Bismarck, diplomații europeni discută soarta Imperiului Otoman iar Rusia se trezește izolată. După semnarea Tratatului de la Berlin, Bulgaria este împărțită în două provincii dintre care numai o provincie primește o autonomie reală.
Ținuturile bulgărești sunt amputate de Macedonia și Tracia, ceea ce este o mare ușurare pentru Grecia. Independența României, Serbiei și Muntenegrului este încă o dată recunoscută dar câștigurile teritoriale ale acestora sunt oarecum micșorate. Bosnia-Herțegovina a fost ocupată de Austro-Ungaria și Cipru de Regatul Unit. În cele din urmă, reformele trebuie să fie organizate sub supravegherea marilor puteri (și nu numai de Rusia), în alte provincii balcanice ale Imperiului Otoman.
Când Grecia a cerut în timpul congresului să i se cedeze Creta, Epirul și Tessalia, ea a obținut în parte satisfacie. Tratatul de la Berlin a invitat Constantinopole și Atena să se pună de acord asupra noilor frontiere între Grecia și Turcia În 1880, noile frontiere încă nu erau stabilite. În iunie 1880 Marea Britanie și Franța au făcut o propunere favorabilă Greciei care a inclus Muntele Olimp și Ioannina.

## Progresele naționale (1882–1900)

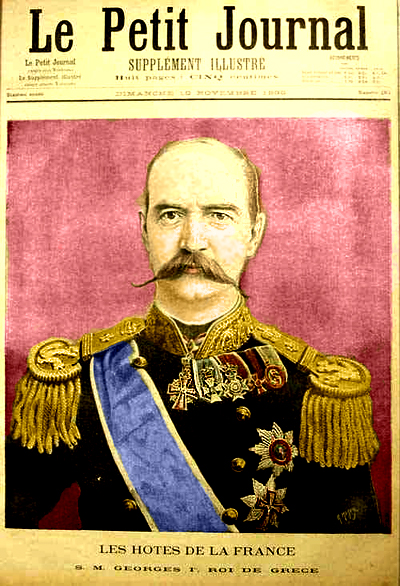
Regele George I pe prima pagină a ziarulul francez Le Petit Journal în 1895.

Situația din Balcani este încă tensionată. După câțiva ani de calm relativ, revoluția a izbucnit la Plovdiv, capitala Rumeliei Orientale la 17 septembrie 1885. Populația a expulzat pe Gavril Pașa și a proclamat unirea provinciei cu Bulgaria. Ca și în 1878, această nouă victorie a poporului bulgar ridică probleme în regatul Greciei. Serbia reacționează cel mai violent la eveniment, declarând război vecinului său la 14 noiembrie. Dar conflictul este scurt și armatele regelui Milan I al Serbiei sunt învinse în bătălia de la Slivnitsa.. Tratatul de la București din 3 martie 1886 recunoaște unificarea provinciilor bulgare, care sunt încă sub suzeranitate turcească.
În Grecia, Theodoros Deligiannis, șeful partidului naționalist, încearcă să exploateze situația din Balcani pentru a inflama sentimentele turcofobe ale populației și a reveni la câștigurile Tratatului de la Berlin. Numit prim-ministru în urma alegerilor parlamentare din aprilie 1885, el a spus că, dacă poporul bulgar s-a opus deciziilor marilor puteri și grecii ar trebui să facă același lucru în vederea realizării unității naționale.
Politicianul mobilizează armata greacă cu scopul de a ataca Imperiul Otoman. Marea Britanie și Franța vor organiza o blocadă navală a țării să-l împiedice să ia măsuri împotriva veciunului său. Pentru Grecia, intervenția străină este chiar mai umilitoare pentru că amiralul responsabil cu blocada din Marina Regală britanică nu este nimeni altul decât prințul Alfred al Marii Britanii, adică, prima alegere a grecilor ca rege al lor. Sub presiunea forțelor străine, Deligiannis este forțat să demobilizeze armata și Charilaos Trikoupis redevine prim-ministru.. Între 1882 și 1897, cei doi politicieni au alternat la șefia guvernului.
Anul 1888 a fost un moment special în viața regelui George I. La 30 octombrie, suveranul a sărbătorit 25 de ani de domnie. În onoarea jubileului s-au organizat festivități în întreaga Grecie.
Anul următor jubileului regal, doi dintre copiii regelui George și a reginei Olga s-au căsătorit. La 17 iulie 1889, prințesa Alexandra s-a căsătorit la Sankt Petersburg cu vărul său Marele Duce Paul Alexandrovici al Rusiei, al șaselea fiu al Țarului Alexandru al II-lea.
 
Câteva luni mai târziu, la 27 octombrie, prințul moștenitor, Constantin s-a căsătorit la Atena cu prințesa Sofia a Prusiei, fiica kaiserului Frederick al III-lea al Germaniei. Căsătoria moștenitorului tronului a fost sărbătorită cu fast; un important spectacol pirotehnic a avut loc pe Acropole. Festivitățile de la Atena au reunit reprezentanți ai tuturor caselor regale europene iar Wilhelm al II-lea al Germaniei, mama sa împărăteasa Victoria, Christian al IX-lea al Danemarcei, viitorii Eduard al VII-lea al Regatului Unit și Nicolae al II-lea al Rusiei au fost invitații de onoare.